# Alaín Rivas
Alaín Rivas – kubański zapaśnik w stylu klasycznym. Trzy złote medale na mistrzostwach panamerykańskich (w 2003, 2004 i 2006). Drugi w igrzyskach Ameryki Środkowej i Karaibów w 2006 roku. Piąty w Pucharze Świata w 2005 i 2006 roku.